# Lisa Spoonauer
Lisa Spoonauer est une actrice américaine née le 6 décembre 1972 dans le New Jersey et morte le 21 mai 2017,.

## Biographie
Elle est connue grâce au film Clerks, les employés modèles (1994) dans le rôle de Caitlin Bree, rôle qu'elle reprendra pour la série animée Clerks. Elle fut mariée à l'acteur Jeff Anderson, interprète de Randall de Clerks, de 1995 à 2005. Selon Anderson, elle arrêta sa carrière après avoir échoué lors d'une audition pour le film Snake Eyes avec Nicolas Cage.

## Filmographie
La carrière de Lisa Spoonauer se résume à deux films et une série d'animation télévisée :
- 1994 : Clerks, les employés modèles (Clerks.) : Caitlin Bree
- 1997 : Bartender : Star
- 2001 : Clerks: The Animated Series (série TV) : Caitlin Bree (voix) (1 épisode)